# محمدمهدی اسماعیلی
محمّدمهدی اسماعیلی (زادهٔ ۱۰ شهریور ۱۳۵۵) سیاستمدار ایرانی است که در دولت سیزدهم سمت وزیر فرهنگ و ارشاد اسلامی را برعهده داشت. او همچنین عضو هیئت علمی دانشکده حقوق و علوم سیاسی دانشگاه تهران است.

## زندگی
محمّدمهدی اسماعیلی زادهٔ سالِ ۱۳۵۴ در کبودر آهنگ واقع در استان همدان است. وی کارشناسی حقوق را در دانشگاه شهید مطهری و کارشناسی ارشد در رشته روابط بین‌الملل را در دانشکده روابط بین‌الملل وزارت امور خارجه گذرانده است و دکترای خود را در رشته علوم سیاسی از پژوهشگاه علوم انسانی و مطالعات فرهنگی اخذ کرده است. وی عضو هیئت علمی دانشکده حقوق و علوم سیاسی دانشگاه تهران و مدیر گروه «جامعه‌شناسی سیاسی» مؤسسه مطالعات و تحقیقات اجتماعی دانشگاه تهران است. او همچنین تحصیلات حوزوی را نیز تا پایان دوره سطح ادامه داده است.

## معاونت سیاسی و فرهنگی
اسماعیل پیش‌تر در دولت دهم معاون سیاسی استاندار اصفهان بود که حمله نیروهای انتظامی به مردم شهرستان ورزنه و نابینا شدن تعدادی از مردم که خواهان حقابه خود از زاینده رود بودند در زمان وی اتفاق افتاد.

## وزارت فرهنگ و ارشاد اسلامی

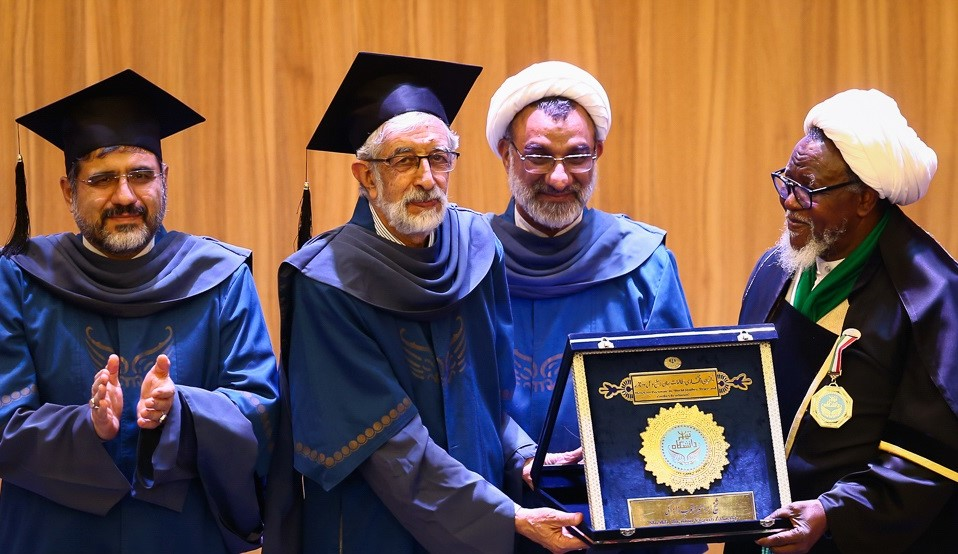
محمد مهدی اسماعیلی، حداد عادل و خسروپناه در مراسم دکترا افتخاری به ابراهیم زکزاکی

اسماعیلی در تاریخ ۲۰ مرداد ۱۴۰۰ به‌عنوان وزیر فرهنگ و ارشاد اسلامی پیشنهادی دولت سیزدهم توسط سید ابراهیم رئیسی به مجلس شورای اسلامی معرفی شد. او با ۱۸۱ رای موافق و ۷۷ رای مخالف و ۲۸ رای ممتنع برای تصدی سمت وزارت فرهنگ و ارشاد اسلامی در دولت سیزدهم جمهوری اسلامی ایران انتخاب شد.

## عملکرد

#### ضدیت با خانه سینما و خانه موسیقی
اسماعیلی در پی کسب تصدی وزارت فرهنگ و ارشاد در صحن علنی مجلس برنامه ۸۳ صفحه‌ای را ارائه نمود. وی وضع موجود در حوزه‌هایی همچون هنرهای نمایشی، موسیقی، سینما، کتاب، مطبوعات، فرهنگ عمومی را توصیف و راهبردها و راهکارهای ارائه شده برای حل آن را عنوان کرد. وی در تشریح برنامه خود خانه سینما را «فاقد وجاهت قانونی» و خانه موسیقی را «مهم‌ترین مرکز تولید بحران» خطاب کرده بود.این عقیده و نظر وی باعث انتقاد شدید صنف‌های مدنی و انجمن‌های صنفی سینما شد.وی بدسلیقگی در شورای پروانه ساخت و شورای پروانه نمایش، تولید فیلم‌های ضدارزش، غیر انقلابی و غیراخلاقی با مجوز وزارت فرهنگ و ارشاد، عدم اتخاذ موضع شفاف و برخورد در برابر فعالیت محکومین امنیتی و چهره‌های سینمایی همسو با اهداف دشمنان، اثرگذاری زیاد جشنواره‌های خارجی بر تولیدات سینمایی داخلی، اعطای کمک‌های مالی به تولیدات سینمایی ناهمسو با انقلاب اسلامی و همچنین اعطای کمک‌های مالی به خانه سینما که فاقد وجاهت قانونی بوده و معدل فعالیت‌های آن در جبهه فرهنگی معارض انقلاب اسلامی از نظرات وی در تشریح وضعیت سینمای ایران بوده است.

#### درخواست برای برخورد با هنرمندان معترض
در پی خیزش ۱۴۰۱ ایران، وی در نامه‌ای از وزارت امور اقتصادی و دارایی خواست تا جزئیات شرایط اقتصادی هنرمندان و ورزشکاران همراه با معترضان مانند اصغر فرهادی، علی دایی، ترانه علیدوستی، اشکان خطیبی، دنیا مدنی، پگاه آهنگرانی، منیژه حکمت، مهدی یراحی، احسان کرمی، برزو ارجمند، و شاهین صمدپور را به وزارت متبوع خود تحویل دهد تا با آنها برخورد کند.

#### مخالفت با سبک‌های راک و متال
پس از روی کار آمدن ابراهیم رئیسی، اسماعیلی برنامهٔ پیشنهادی خود را با انتقاد شدید به دوره وزارت فرهنگ و ارشاد حسن روحانی ارائه کرد. او در برنامه پیشنهادی خود، از اعطای مجوز به سبک راک و متال، انتقاد کرد.
در زمان ریاست جمهوری حسن روحانی، برخی خوانندگان یا گروه‌های راک ایرانی و متال توانسته بودند به صورت محدود و در سالن‌های کوچک، مجوز آلبوم و کنسرت دریافت کنند که در سال ۱۳۹۷، تمامی کنسرت‌های این سبک به یکباره ممنوع شدند. این ممنوعیت با روی کار آمدن سید ابراهیم رئیسی و مخالفت علنی وزیر ارشاد با این سبک‌ها نیز ادامه یافت.

#### تدوین سند سینما و موسیقی
در دوران وزارت وی، دو سند مهم سینما و موسیقی به صورت جداگانه با کمک شورای عالی انقلاب فرهنگی در شورای هنر به تصویب رسید. اسماعیلی در مصاحبه‌ای مدعی شد که براساس تکیه بر سند ملی موسیقی، حمایت‌های چشمگیری از موسیقی نواحی و گروه‌های موسیقی به عمل خواهد آمد. خانه سینما در واکنش به اعلام تصویب سند در شورای هنر، عنوان نمود که این سند مورد تأیید جامعه اصناف سینمای ایران قرار نگرفت. از طرفی دیگر کارشناسان و برخی از موسیقی‌دانان سند ملی موسیقی را غیرواقعی خواندند و به آن اعتراض نمودند.

## تحریم
اتحادیه اروپا در ۱ اسفند ۱۴۰۱ محمدمهدی اسماعیلی به همراه ۲ نهاد و ۳۱ نفر از مقامات امنیتی و نمایندگان مجلس را به اتهام «ارتباط با سرکوب امنیتی معترضان» تحریم کرد. این تحریم شامل بلوکه شدن اموال و دارایی و ممنوعیت سفر بود.

## انتخابات ریاست‌جمهوری ۱۴۰۳
وی در روز یکشنبه ۱۳ خرداد ۱۴۰۳ با حضور در وزارت کشور برای انتخابات ریاست‌جمهوری دوره چهاردهم ثبت نام کرد که در نهایت صلاحیت وی توسط شورای نگهبان تأیید نشد.